# Renée Lamberet
Renée Lamberet (Parigi, 4 ottobre 1901 – Villeneuve-Saint-Georges, 12 marzo 1980) è stata un'anarchica e storica francese.

## Biografia
Lamberet nasce in una famiglia di pensatori liberi. Da giovane, fece la professoressa di storia e geografia, e collaborò con lo storico Max Nettlau, in particolare, per produrre il l'opera intitolataLa prima internazionale in Spagna (1868-1888)".
Durante la rivoluzione spagnola del 1936, promosse un'intensa attività sotto la Solidaridad Internacional Antifascista (SIA), aiutando a costruire una colonia per bambini chiamata "Spartaco", per ospitare i bambini dei rifugiati provenienti dal Paese Basco, dalle Asturie e dal fronte a Madrid.
Dopo la chiusura della Seconda Guerra Mondiale, ha aiutato nel rifondare la Federazione Anarchica in Francia.